# ملبيغة ساقية الأزهار
ملبيغيا قنبيطية الأزهار (الاسم العلمي:Malpighia cauliflora) هي نوع من النباتات يتبع جنس الملبيغيا من الفصيلة الملبيغية.